# Anton Fier

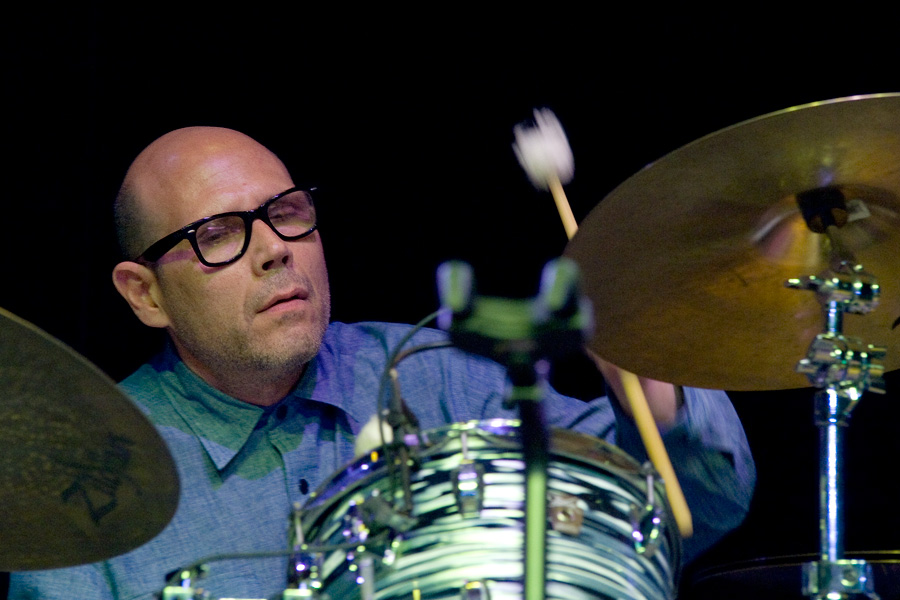
Anton Fier, Moers Festival 2011

Anton John Fier III (* 20. Juni 1956 in Cleveland, Ohio; † 14. September 2022 in der Schweiz) war ein amerikanischer Schlagzeuger, Musikproduzent, Komponist und Bandleader.

## Wirken
Fier gehörte den Bands The Lounge Lizards und The Feelies an. Außerdem war er Mitglied der Formation The Lodge mit John Greaves, arbeitete mit der Band Pere Ubu, der Formation Voidoids und gründete die Band Golden Palominos. Mit ihr legte er bis 2008 acht Alben vor. Im Laufe seiner Karriere hat Anton Fier mit John Zorn in dessen Band Locus Solus, Bill Laswell, Hüsker Dü,  Jack Bruce, Carla Bley, Arto Lindsay, David Moss, Alfred Harth, Phew, Buckethead und mit dem Sänger, Songwriter und Gitarristen Bob Mould zusammengearbeitet.
Anton Fier bildete außerdem mit dem Bassisten Rob Jost die Rhythmussektion des Tony Scherr Trios.
Als Musikproduzent war er unter anderem tätig für die Alben Strange Scars (2008) von Julia Brown, The Great American Bubble Factory (2009) von Drivin’ n’ Cryin’, Orange (2010) von Jim Campilongo und Man with No Country (2013) von Todd Clouser.
Anton Fier starb am 14. September 2022 in der Schweiz offenbar durch assistierten Suizid im Alter von 66 Jahren.

## Diskographische Hinweise
(ohne Aufnahmen der Golden Palominos)
- mit Jack Bruce und Kenji Suzuki: Inazuma Super Session – Absolute Live!! (Epic, 1987)
- Dreamspeed (Avant (Japan), 1993)
- mit Bill Laswell als Blind Light: The Absence of Time (Alda (Japan), 1994)
- mit Stina Nordenstam: The Photographer’s Wife (East/West, 1996)
- Dreamspeed / Blind Light (1992–94) (Kompilation, Tzadik, 2003)

mit x_x
- A / You’re Full of Shit (EP, Drome, 1979)
- No Nonsense / Approaching the Minimal with Spray Guns (EP, Drome, 1980)

### Auf Alben anderer Musiker
- Laurie Anderson – Mister Heartbreak (Warner, 1983)
- Gestalt et Jive – Nouvelle cuisine (Moers Music, 1985)
- Julian Schnabel – Every Silver Lining Has a Cloud (Island, 1995)

mit John Zorn
- Locus Solus (RIFT (Japan), 1983)
- Plays the Music of Ennio Morricone – The Big Gundown (Nonesuch, 1986)
- Filmworks 1986–1990 (Eva (Japan), 1990)
- Locus Solus – 50³ (Tzadik, 2004)